# Дмитрівка (Прилуцький район)
Дмитрівка — село в Україні, у Прилуцькому районі Чернігівської області. Населення становить 246 осіб. Входить до складу Малодівицької селищної громади.
До 2016 року село носило назву Жовтень, Жовтневе.

## Історія
1926 група селян с. Великої Дівиці переселилася на націоналізовані землі Густинського монастиря і заснувала виселок поруч з х. Хапатьками. Виселок, до складу якого увійшов і х. Хапатьки, 1927 отримав назву Жовтневе.

## Видатні уродженці
- Довженко Ганна Денисівна — Герой Соціалістичної Праці.
- Найдьонова Любов Антонівна — лауреат Державної премії України в галузі науки і техніки (2019).
- Походня Ярослав Романович (2000—2022) — лейтенант Збройних Сил України, учасник російсько-української війни.